# 相馬大作事件
相馬大作事件（そうまだいさくじけん）は、文政4年4月23日（1821年5月24日）に、盛岡藩士・下斗米秀之進（しもとまい ひでのしん）を首謀者とする数人が、参勤交代を終えて江戸から帰国の途についていた弘前藩主・津軽寧親を襲撃しようと企図した事件。
秀之進の用いた別名である「相馬大作」が事件名の由来である。背景には南部藩（盛岡藩）・南部家と津軽藩（弘前藩）・津軽家との家格問題がある。大作は藩主の無念を晴らすため、寧親を隠居に追い込み、官位昇進を阻止しようと考えた。この事件は「相馬大作事件」、「檜山騒動」と名付けられ、中央では講談や狂歌となり世間の注目を浴びた。物語本はあるが、公の記録はほとんどない。

## 経緯

### 盛岡藩南部家の格式問題
慶長19年（1614年）、南部藩（盛岡藩）初代藩主・南部利直は、徳川家康から虎２匹を拝領した。許可をもらい、死んだ虎の皮を革鞍覆にして家名の誇りとしていた。しかし2代・南部重直の代に幕府の不興を買った上、重直没後には相続問題で8万石に減俸されて虎皮の常用ができなくなった。まもなく領地は10万石に戻ったが虎皮は常用できず、さらに８代・南部利雄の時代には使用禁止となってしまう。そのため虎皮使用は盛岡藩南部家の宿願となった。
一方、弘前藩9代藩主・津軽寧親は時の老中と親戚で、功により官位も昇進し従四位下侍従となる。江戸城での席次は盛岡藩主・南部利敬（従四位下侍従）と並ぶこととなった。盛岡藩にとって、弘前藩は元家臣でありながら戦国時代に10万石を横領した謀叛者であり、それに並びあるいはその下位につくことは堪えがたい屈辱だった。
弘前藩主・津軽氏と盛岡藩主・南部氏の確執は、戦国時代の末期から安土桃山時代、弘前藩初代藩主である大浦為信（後に津軽為信）の時代に端を発する。もともと大浦氏は、盛岡藩主となった三戸氏（三戸南部氏）と同じく、南部氏の一族だった。大浦為信は、1571年（元亀2年）に挙兵し、同じ南部一族を攻撃して、津軽地方と外ヶ浜地方および糠部の一部を支配した。さらに大浦為信は、1590年（天正18年）、豊臣秀吉の小田原征伐に際して、当時の三戸南部氏当主・南部信直に先駆けて参陣し、所領を安堵されて正式に大名となった。このような経緯から、盛岡藩主・南部氏は弘前藩主・津軽氏に対して遺恨の念を抱いていた。ただ、津軽氏側は南部氏とは異なる出自であることを主張していた。
1714年（正徳4年）には、両藩の間で檜山騒動と呼ばれる境界線紛議が起きた。これは、陸奥国糠部郡野辺地（現・青森県上北郡野辺地町）西方の烏帽子岳（719.6m）周辺地の帰属に関して両藩が争った問題である。弘前藩は既成事実を積み重ね、文書類などの証拠を整備して、一件を仲裁する幕府と交渉したのに対し、盛岡藩はこれに上手く対応できなかったため、この地域は幕府により弘前藩の帰属と裁定された。この処置は盛岡藩に不満をもたらした。なお、この一件は相馬大作事件の107年も前の出来事である。

### 幕藩体制と北方警備
1785年（天明5年）田沼意次は仙台藩医工藤平助の『赤蝦夷風説考』でロシア事情を知り、国防と国力増強を図る蝦夷地開拓を目指し、天明の蝦夷地探検隊を三次に分けて派遣した。しかし田沼は失脚し、1787年（天明7年）松平定信が老中首座に任命されると、松平は蝦夷地を未開発の荒れ地のままに放置することでロシアの侵入を防ぐ自然の要害にしようとした。1792年（寛政4年）ラックスマン事件が根室で発生する。1799年（寛政11年）幕府は東蝦夷地を松前藩から取り上げ、東北諸藩に沿岸警備を命じた。1802年（享和2年）幕府は蝦夷地非開発方針を撤回する。1804年（享和4年）レザノフは長崎に国交通商を求めて来航した。幕府は通商を拒否し、蝦夷地の領土化、鎖国の施行を重点化して、北方警備強化のため、南部藩と津軽藩に東蝦夷地の常駐警備を命じた。1806年（文化3年）幕府は「ロシア船撫恤令」を発布し、ロシア船発見したら薪や水は与えて良いが、絶対に上陸させないように諸大名に通告した。1807年（文化4年）3月幕府は蝦夷地全土を直轄地とし、松前藩を奥州梁川に転封した。4月に文化露寇が発生し、択捉島シャナを守備していた幕臣や南部兵、津軽兵は応戦もせずに撤退した。5月18日幕府は東北諸藩に増兵と臨時派兵を命じた。1808年（文化5年）2月、幕府は仙台藩に国後島、択捉島警備を命じた。夏目長右衛門は択捉島の仙台藩士1200人を指揮する軍監役として、蝦夷地防衛総監若年寄堀田正敦から推挙された。夏目は死を覚悟した出征を直前にして相馬大作を平山行蔵に預けた。
夏目長右衛門は蝦夷地から帰還すると、相馬大作に文化露寇の一部始終を語り、ロシアの襲撃に対して幕臣も南部兵も津軽兵も誰一人として戦闘に参加しなかったこと、南部藩士は旧式の甲冑に身を固め、旧式の大砲や鉄砲を実戦練習も不十分で、陣幕内からロシア兵の襲撃を眺めるだけであったこと、砲術士は一発も撃たぬまま捕虜になったことを語ったと考えられる。

### 相馬大作について
通称相馬大作、本名は下斗米将真（まさざね）である。下斗米氏は本姓は平氏、平将門の子孫である相馬師胤の末裔である。師胤の8世の子孫である光胤の四男胤茂の子の胤成が正平年間、南部氏につかえて南部の家中になった。下斗米というのは、現在の岩手県福岡から7、8km西北にある村であるが、ここに住み知行100両で郷名を取って下斗米氏を名乗るようになった。その後、数代を経て下斗米宗兵衛常高に至る。下斗米宗兵衛常高（寛政6年（1794年）死去）は紙蝋漆を扱う平野屋を興し、一代で豪商となり、さらに安永年間に数度の献金により200石となり、盛岡支配福岡居住となる。下斗米宗兵衛の子が下斗米総兵衛である。下斗米宗兵衛の嫡男は平九郎昌宜である。
陸奥国二戸郡福岡（現・岩手県二戸市）の盛岡藩士・下斗米総兵衛の二男に生まれた秀之進は1806年（文化3年）に江戸に上った。江戸では実家の商売上のつきあいがあった美濃屋に4か月ほど世話になった後、知り合いの紹介で夏目家に入門することにした。相馬大作は夏目長右衛門という旗本に師事して武術を修めたが、1年ほどで夏目が1808年正月に文化露寇への対応で仙台藩兵2千名と共に択捉島に派遣を命じられると、夏目は大作を平山行蔵（夏目は平山の高弟）に預けた。平山門下で兵法武術を学び、文武とも頭角を現して門人四傑の一人となり、師範代まで務めるようになった。
父が病気と聞いて帰郷し、1818年（文政元年）に郷里福岡の自宅に私塾兵聖閣（へいせいかく）を開設する。相馬大作の姉婿の田中館栄八や下斗米惣蔵、欠端浅右衛門、田中館連司、一条小太郎など数十人が入門した。同塾では武家や町人の子弟の教育にあたった。同年10月、同塾は近郷の金田一に移転する。兵聖閣は、すべて門弟たちの手によって建設され、講堂、武道場（演武場）、書院、勝手、物置、厩、馬場、水練場などを備えていた。門弟は200人をこえ、数十人が兵聖閣に起居していたといわれている。その教育は質実剛健を重んじ、真冬でも火を用いずに兵書を講じたと伝わる（二戸市歴史民俗資料館に遺品の大刀、大砲、直筆の遺墨碑（拓本）が展示されている）。当時、北方警備の必要が叫ばれ始めていたが、大作も門弟に「わが国の百年の憂いをなすものは露国（ロシア帝国）なり。有事のときは志願して北海の警備にあたり、身命を国家にささげなければならない」と諭していたという。この思想は、師匠の平山行蔵の影響とされる。1817年（文化14年）相馬大作は細井萱次郎とともに、ロシア船の南下がしきりに伝えられる蝦夷地を視察、北方警備の重要性を痛感する。彼らの視察は宗谷岬や東蝦夷地にも至った。
ただ、遠州浜松に予定していた東海第二兵聖閣が台風によって海に流されたことや、有能な財務担当の細井萱次郎が「コロリ」であっけなく死亡したことから、兵聖閣の経営状態は極めて悪化していた。

### 事件の背景

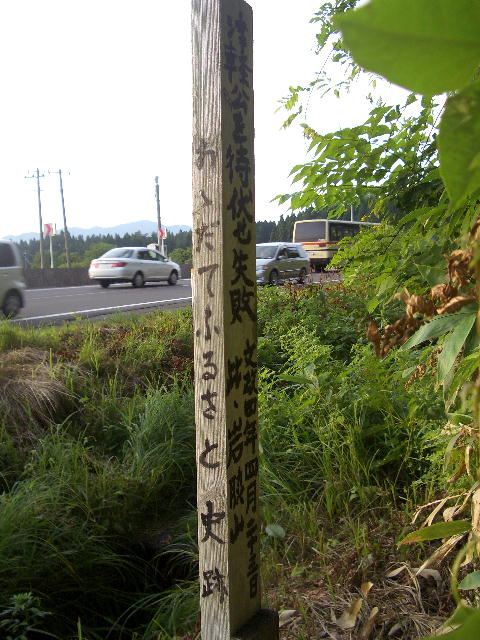
国道7号線沿いにある、相馬大作事件発生の地。岩抜山

幕府は南部藩や津軽藩などに松前防衛に当たらせていたが、より防衛を強化するため幕府直属部隊を松前近くに派遣させる計画を立てた。幕府若年寄の堀田正敦（摂津守）は利敬と会談し、南部藩領の田名部（現在の下北半島一円）を幕府基地として差し出せば家格を昇進すると約束し、利敬は独断で内諾してしまう。
利敬は、若年寄堀田摂津守が松前視察の帰り盛岡へ止宿した折に訪ね、田名部5000石上地を条件に15万石への嵩増と位階昇進の願の趣旨を申し出た。堀田摂津守は希望を諒解しその願書を携え帰府した。後日、幕府から利敬に出府の奉書が届き名代として出府した家老・八戸美濃は堀田摂津守の面前で件の願書の利敬署名を破り、飲み込んでしまう。立腹した堀田摂津守は美濃の処罰を主張するが、その忠義に免じて美濃は許された。
しかし面白くなかった幕府は、南部藩の松前出兵の功として、領地をそのままに名目上20万石に加増した。実質上は領地が増えていないにもかかわらず加増により軍役負担や交際費などが倍になり、南部藩の財政は窮迫した。しかも津軽氏との家格差は埋まらず、利敬は若くして逝去した。世子はまだ若く無官で、江戸城中の席次はさらに下がることとなった。

### 事件の経過
1821年（文政4年）、下斗米秀之進は津軽寧親に果たし状を送って辞官隠居を勧め、それが聞き入れられないときには「悔辱の怨を報じ申すべく候」と殺害を計画した。これを無視した寧親を暗殺すべく、秋田藩の白沢村岩抜山（現・秋田県大館市白沢の国道7号線沿い付近で、陸中国鹿角郡花輪（現・秋田県鹿角市）の関良助、下斗米惣蔵、一条小太郎、徳兵衛、案内人の赤坂市兵衛らと大砲や鉄砲で銃撃しようと待ちかまえていた。しかし、密告によって寧親一行は日本海沿いの別の道を通って弘前藩に帰還し、暗殺は失敗した。なお、物語の多くでは紙で作った大砲1発を打ち込んだことになっているが、実際には大名行列は現場を通らず、竹で作った小銃20門を秋田藩に持ち込んだとされている。
秀之進の父・総兵衛は、大吉（1780年 - 1848年）、喜七、徳兵衛という仙台藩出身の刀鍛冶を雇っていたが、彼らは代金が支払われないため帰郷できずにいた。そのうち秀之進の計画を知り、さらに身の危険を感じ、事件の計画を津軽藩に密告した。大吉ら3名はこの功績により津軽藩に仕官することになる。
暗殺計画の失敗により、秀之進は相馬大作と名前を変え、盛岡藩に迷惑がかからないよう江戸に隠れ住み、道場を開いていた。しかし、弘前藩用人（江戸家老）・笠原八郎兵衛の暗躍で相馬大作は追い詰められる。津軽藩は「早道之者」と呼ばれる忍者・隠密を盛岡藩・秋田藩・仙台藩などの各地に派遣し、事件の全容および犯人の動向の調査に当たらせていた。
また、相馬大作の親友であった間宮林蔵は、笠原の動向を探ることと助命嘆願を狙って、菓子折持参で笠原宅を訪ねている。ただ、間宮は笠原には直接会えなかった。捕らえられた相馬大作は、1822年（文政5年）8月、千住小塚原の刑場で獄門の刑に処せられる。享年34。門弟の関良助も、同じ小塚原の刑場で処刑されている。

### 事件の処理
津軽寧親は藩に帰還後、体調を崩したとされる。参勤交代の道筋を許可もなく変更したことを幕府に咎められたためとも噂されたが、寧親は久保田に何日か滞在しており、その間に道筋変更の願いを提出したとする記録がある。寧親は数年後、幕府に隠居の届けを出し、その後は俳句などで余生を過ごした。この寧親の隠居により、結果的に秀之進の目的は達成された。
なお、この事件と前後して、盛岡藩内では当主の替玉相続（前年に家督相続したばかりの南部利用（吉次郎）が事故による負傷のため急死し、まだ将軍御目見前であったため改易・減封をおそれた家臣団は、吉次郎に年格好が似た従兄の南部善太郎をひそかに「南部利用」として擁立した。）などを行っており、盛岡藩としては津軽藩の家格云々どころではなかった上、「現役の自藩士による他藩藩主襲撃未遂事件」が露呈すると、藩の存続自体が危うくなるような状況であった。
津軽藩の記録では、これは南部藩家老・南部九兵衛（現在の秋田県鹿角市大湯の領主、北監物）の計画によるものであるという。秀之進と関以外の関係者は事件後情報が漏れないように、牢につながれた。秀之進の息子と弟は南部藩に保護された。また、津軽藩の隠密・忍者の早道之者の暗躍は大作処刑後十年余にも及び大作の弟や実子の探索に当たった。津軽藩は大作の残党を恐れ参勤交代の道筋の探索や他の参道の探索も行っている。

## その後

### 事件への影響
老中・青山忠裕が自邸にて経緯を糺した際に、武士の立場上から秀之進に同情を寄せたという話が残っている。
当時の江戸町民は、この事件を赤穂浪士の再来と騒ぎ立てた。事件は後世になって講談や小説・映画・漫画の題材として採り上げられ、この事件は「みちのく忠臣蔵」などとも呼ばれるようになる。民衆は秀之進の暗殺は実は成功していて、弘前藩はそれを隠そうと、隠居ということにしたのではないかと噂した。実際は津軽寧親は普通に隠居し、その後は風雅を楽しんで暮らしている。
この事件は水戸藩の藤田東湖らに強い影響を与えた。当時15から16歳で江戸にいた東湖は相馬大作事件の刺激から、後に『下斗米将真伝』を著した。この書の影響を受けて儒学者の芳野金陵は『相馬大作伝』を著した。吉田松蔭は1858年（安政5年）東北歴遊の旅の途中、矢立峠で大作を偲び漢詩を詠んだ。
盛岡藩の御用人であった黒川主馬らが提唱した忠義の士・相馬大作の顕彰事業により、南部家菩提所である金地院境内の黒川家墓域内に供養碑が建立された。この供養碑には頭脳明晰となる力があるとの俗信が宣伝され、かつては御利益に与ろうと石塔を砕いてお守りにする者が後を絶たなかったという。黒川家によれば、同家による補修・建て替えは数度におよび、現在の石塔は何代目かのものである。
また、東京都台東区の谷中霊園には招魂碑がある。この招魂碑は歌舞伎役者の初代市川右團次が、相馬大作を演じて評判を取ったので1882年（明治15年）2月、右団次によって建立された。
妙縁寺には秀之進の首塚がある（住職の日脱が秀之進の伯父であったため首を貰い受けた）。また、秀之進の供養のために1852年（嘉永5年）10月、南部領盛岡に感恩寺が建立され、秀之進の息子（後の英穏院日淳贈上人）が初代住職となった。妙縁寺と感恩寺はいずれも日蓮正宗の寺院。

### 事件への批判
一方では、弘前藩と同じく山鹿素行の子孫を重臣に登用した平戸藩主・松浦静山は、「大石内蔵助の再来」とも称された相馬大作事件を「児戯に類すとも云べし」と酷評し、「弘前候の厄、聞くも憂うるばかり也」と寧親に同情を寄せている。
斬首で使用された刀「延寿國時」（南北朝時代の作）は、青森県弘前市指定文化財として市内に現存する。

### 是非公正・異説など
長州藩の吉田松陰は北方視察の際に暗殺未遂現場を訪れ、暗殺が成功したか地元住民に訊ね、また長歌を詠じて秀之進を称えた。ただし南部藩政に関しては藩領内視察の結果、著しく酷評している。また、吉川弘文館『国史大辞典』の相馬大作に関する評伝は、「武術を学ぶ一方で世界情勢にも精通した人物。単なる忠義立てではなく、真意は国防が急であることから、両家の和親について自覚を促すことにあったらしい」というものであった。

## 講談
江戸時代の講談に取りあげられた「相馬大作事件」の種本や刊行物の類は、現在は発見されていない。1884年（明治17年）の『改新新聞』に連載された『檜垣山名誉碑文』が1885年（明治18年）に刊行された。1888年（明治21年）には講談『檜山麒麟の一声』が講釈師・柴田南玉によって演じられ、相馬大作の勇武を持ち上げ人気を博した。相馬大作事件が大衆に知られて人気が出たのは、柴田の高座からであると言われている。また、『檜山実記・相馬大作』などの演題も、田辺南龍・邑井一・邑井貞吉などの講釈師によって演じられた。
しかし、この弘前藩を一方的に悪者に仕立てたこれらの講談に対し不満を抱いた旧弘前藩士らは抗議し、訴訟にまでなった。警視庁は公演や芝居は差し止め、刊行本は発売禁止としたが、押さえきれず、表向きの看板をはずした中で興行はつづいた。1923年（大正12年）、東京八丁堀では講釈師・神田魯山が興行を行った。1927年（昭和2年）には東京神田での宝井琴慶、浅草での西尾麟慶の興行などが有名になっている。宝井琴慶の「檜山」は、相馬大作が江戸両国橋上で津軽家の御乗物に発砲し、仕損じて木更津に逃げるという筋書きであるという。

## 長谷川伸の『相馬大作と津軽頼母』
相馬大作を裏切った刀工の一人徳兵衛は、身の危険を感じながらも相馬大作を終始にわたって手伝い、犯行予定現場まで相馬大作に同行し、その後相馬大作の行動を江戸の奉行所や弘前藩で証言して、弘前藩にはその功績によって武士に取り立てられた。徳兵衛の子孫である菊池武夫は、弘前藩が悪者扱いされている多くの「相馬大作物」の存在を憂い、作家長谷川伸に家に伝わる文書一切を預けた。長谷川伸はその文書から研究を始め、さらに多くの史料を集め、相馬大作物の「トンチキさ」に気づく。長谷川は小説『相馬大作と津軽頼母』を『大衆文芸』誌に1943年1月号から1944年2月号まで連載。さらに、戦後時に触れ書き改めている。
長谷川は同作を「事実に近いノン・フィクション小説」としている。同作により、弘前藩の冤はかなりすすがれてもいるが、弘前藩の反省点も同時に描かれている。例えば、津軽氏の出自に関して、弘前藩と盛岡藩は異なる主張をしていたが、弘前藩用人の笠原八郎兵衛による江戸での強引な工作に反感を感じた奉行の青山忠裕は、わざわざ「津軽家古来、南部家臣下の筋目」などと判決文に相馬大作の言い分を全面的に取り入れ、これを聞いた相馬大作が落涙する場面を描いた。
同作中では、津軽頼母は笠原八郎兵衛と対立する弘前藩の重臣で、より広い視点から事件を見ており、勇猛な考えを持つ藩士が多い中、思い切った行動を取りながらも事件を穏便にすまそうとする人間として描かれている。

## 相馬大作を扱った物語

### 小説・講談本
- 春光舎風禽 『桧垣山名誉碑文』 上下 1884年 中島清七
- 大橋真里 『相馬大作忠勇録:桧山神祠』 1886年 大橋真里
- 春光舎風禽 『桧垣山名誉碑文』 1887年 中島清七
- 夢香仙史編 『桧山相馬大作忠勇伝』 1888年 中村芳松 1888年 赤松市太郎 1890年 辻本九兵衛 1890年 中桐れい 1887年 偉業館 1886年 多久正典
- 亀井栄 (湧溢) 『相馬大作』中近堂 1892年
- 邑井吉瓶講演 『講談百種 第七冊 檜山麒麟一声　上』 1893年 九皐館
- 邑井吉瓶講演 『講談百種 第八冊 檜山麒麟一声　中』 1893年 九皐館
- 邑井吉瓶講演 『講談百種 第九冊 檜山麒麟一声　下』 1893年 九皐館
- 春光舎風禽 『桧山騒動実記:相馬大作』 1894年 粟生田久次郎
- 喋々亭言海 『桧山相馬大作』 1896年 中村芳松
- 神田伯猿 『相馬大作』 1898年 盛業館
- 神田伯竜 『相馬大作:桧山実記』 1902年 中川玉成堂
- 『通俗小説文庫,1月之巻』 1906年 近事画報社
- 樋口二葉 『日本怪傑伝.相馬大作』 1909年 晴光館
- 大坪朴堂 『相馬大作』 1911年 文成社
- 山下碧泉 『相馬大作:義烈』 1911年 日吉堂
- 春江堂編 『大和桜武勇の誉.浪花節:相馬大作』 1912年 春江堂
- 児玉花外 『日本英雄物語.忠魂義胆相馬大作』 1914年 中央書院
- 阪本富岳 『長篇講談 相馬誠忠録』 1916年 博文館
- 石井香夢 『日本五大お家騒動:檜山騒動』 1926年 誠文堂
- 白柳秀湖 『とこなつの国 戀の相馬大作』 1926年 叢文閣
- 流泉小史 『剣豪秘話』-男谷信友の巻- 1930年 (昭和四年 文藝春秋一月号 掲載[注釈 21]）
- 額田六福『相馬大作』春陽堂 1932年
- 青柳武明 『平山行蔵 : 江戸の剣豪 第十五夜 相馬大作』 1943年 学習社
- 直木三十五、三上於菟吉共著 『相馬大作』 博文館 1941年
- 村雨退二郎 『矢立峠 - 相馬大作』北辰堂 1956年
- 長谷川伸『相馬大作と津軽頼母』時事通信社 1962年。装画・奈良岡正夫
新版「日本歴史文学館16」講談社 1988年。他に「長谷川伸全集 7」朝日新聞社
- 直木三十五『三人の相馬大作』新版「直木三十五作品集」文藝春秋 1989年、復刻「全集 20」示人社 1991年
- 山田風太郎『お江戸英雄坂』旺文社文庫 1985年 [注釈 22]
- 柴田錬三郎 『平山行蔵』富士見書房 1987年
- 信原潤一郎 『天涯の声』 光文社文庫 2008年 ISBN 978-4-334-74390-1
- 宇江佐真理 『三日月が円くなるまで 小十郎始末記』 角川文庫 2008年 ISBN 978-4043739028
- 梶よう子 『みちのく忠臣蔵』 文藝春秋 2009年 ISBN 978-4-16-328260-2
- 秋山香乃 『吉田松陰 大和燦々』 NHK出版 2014年 ISBN 978-4140056554

### 評伝・その他
- 大田才次郎 『新世語』 1892年 有則軒
- 修養道人 『胆力錬磨術 相馬大作の豪胆八丁堀の同心を弱らす』 1903年 大学館
- 葦名慶一郎 『日本武士気質』 1908年 新公論社
- 中村吉蔵 『最近劇論と劇評 東京座の相馬大作』 1913年　岡村書店
- 早稲田大学編輯部 『通俗日本全史.第12巻 相馬大作、津軽越中守を討たんとする事』 1913年 早稲田大学出版部
- 樋口麗陽 『大日本裏面史 格上と相馬大作事件の勃発』 1915年 歴史研究会
- 幸田露伴 『日本史伝文選 下巻』1920年 大鐙閣
- 岩手県教育会盛岡市部会編 『郷土資料 修身科補充教材 相馬大作』 1935年　岩手県教育会盛岡市部会修身研究部
- 大政翼賛会岩手県支部 『興亜の礎石　近世尊皇興亜先覚者列伝』 1944年 大政翼賛会岩手県支部
- 干河岸貫一編 『近世百傑伝 相馬大作』 1958年　博文堂
- 海音寺潮五郎『列藩騒動録 （下）』2016年 講談社文庫（改版） ISBN 978-4-06-293324-7

### 映画、ドラマ
- 尾上松之助『相馬大作』映画、1908年、横田商会
- 『相馬大作と伊達の三次』映画、1914年、天活
- 尾上松之助『檜山騒動（騒動檜山二代目）』映画、1914年
- 中村吉十郎『檜山騒動相馬大作』映画、1917年、小林商会
- 尾上松之助『相馬大作』映画、1918年、日活
- 尾上松之助『檜山騒動』映画、1918年
- 澤村四郎五郎『相馬大作（桧山大騒動）』映画、1919年、天活
- 尾上松之助『相馬大作』映画、1920年、日活
- 尾上松之助『相馬大作漫遊記』映画、1921年、日活
- 吉野二郎 『相馬大作』 映画、1921年、松竹キネマ
- 実川延松 『相馬大作』 映画、1921年、帝国キネマ演芸
- 『相馬大作』 映画、1921年、小松商会
- 澤村四郎五郎『相馬大作』映画、1922年
- 阪東太郎『相馬大作』映画、1926年、東亜キネマ
- 河部五郎『鬼傑の叫び』映画、1927年
- 片岡千恵蔵『相馬大作　武道活殺の巻』映画、1929年
- 河津清三郎『三人の相馬大作』映画、1931年、新興キネマ
- 小金井勝 『相馬大作　前篇・後編』映画、1931年、河合キネマ
- 尾上栄五郎『相馬大作』映画、1934年、松竹キネマ
- 嵐寛寿郎『江戸の龍虎』映画、1942年、日活
- 嵐寛寿郎『剣豪相馬武勇伝 檜山大騒動』映画、1956年、新東宝
- 堀雄二『講談ドラマ 相馬大作』テレビ単発、1964年、NHK
- 堤大二郎『八百八町夢日記スペシャル みちのく忠臣蔵』日本テレビ単発、1991年

### 漫画
- 若月てつ『かげろう剣士　怪傑相馬大作』野球少年1955年連載
- よこきけんじ『相馬大作』漫画王1956年2月号